# René De Clercq (veldrijder)
René De Clercq (Compiègne, 16 maart 1945 – Oudenaarde, 1 januari 2017) was een Belgisch veldrijder. 

## Carrière
In 1967 behaalde hij bij de elite brons op het Belgisch kampioenschap te Zolder. In 1968 behaalde hij eveneens brons op het BK te Droeshout, ditmaal bij de internationale liefhebbers. In 1969 werd hij te Magstadt wereldkampioen bij de amateurs. Vervolgens was hij prof van 1970 tot 1976. Tijdens deze periode haalde hij twaalf zeges.
In 1971 behaalde hij brons op het WK in Apeldoorn. In dat jaar werd hij ook derde op het Belgisch kampioenschap in Ruien. Een prestatie die hij herhaalde in In 1973 was hij de winnaar in de Cyclocross te Lyon in Frankrijk.

## Privéleven
De Clercq overleed op nieuwjaarsdag 2017 aan een beroerte. Hij was een broer van Roger De Clercq, de vader van Mario De Clercq en de grootvader van Angelo De Clercq, allen eveneens actief in het veldrijden.
Wielerploegen van René De Clercq
Baert (vanaf 01/03) ·
Bens (vanaf 25/08) ·
Bravenboer ·
Bruggeman (vanaf 25/08) ·
Claes (vanaf 04/02) ·
David ·
De Clercq ·
De Boever ·
De Muynck ·
E. De Vlaeminck ·
R. De Vlaeminck ·
Dedeckere ·
Demeyer (vanaf 15/09) ·
Devos ·
Dolman ·
P. In 't Ven ·
W. In 't Ven ·
Janssens ·
Knockaert (vanaf 27/05) ·
Leman ·
van Leeuwen ·
Lievens ·
Loysch ·
Monseré  (tot 15/03) ·
Müddemann ·
Nassen ·
Nuelant ·
Schütz ·
Spannagel (vanaf 05/08) ·
Staes ·
Tabak · 

Van Damme ·
Van De Wiele (vanaf 25/08) · 
Van der Slagmolen ·
Van Neste ·
Van Olmen (vanaf 25/08) ·
Vanmarcke ·
Verplancke ·
Zoetemelk